# Nesopolynema
Nesopolynema is een geslacht van vliesvleugeligen uit de familie Mymaridae. De wetenschappelijke naam van dit geslacht is voor het eerst geldig gepubliceerd in 1952 door Ogloblin.

## Soorten
Het geslacht Nesopolynema is monotypisch en omvat slechts de volgende soort:
- Nesopolynema caudatum Ogloblin, 1952